# To Whom It May Concern
| 전문가 평가                   | 전문가 평가 |
| 평가 점수                     | 평가 점수   |
| 출처                          | 점수        |
| ----------------------------- | ----------- |
| AllMusic                      | [ 1 ]       |
| The Rolling Stone Album Guide | [ 2 ]       |

《To Whom It May Concern》은 영국의 팝 그룹 비지스의 열 번째 스튜디오 음반이다. 1972년 10월에 발매된 이 음반은 이전 음반인 《Trafalgar》의 우울하고 개인적인 사운드를 이어나가고 있다. 이 음반은 여러 면에서 그룹의 한 시대의 마지막을 장식했기 때문에 "옛 비지스와의 작별"로 인식되었다. 이 음반은 1967년부터 그들을 지도해 온 지휘자이자 편곡자인 빌 셰퍼드와 함께한 마지막 음반이자, 로버트 스틱우드와 함께한 마지막 음반이었다. 몇몇 곡들은 (〈I Can Bring Love〉의 경우) 그 때를 위해 완성되거나 다시 쓴 오래된 곡들이었다.

## 배경
1971년 그들의 이전 음반인 《Trafalgar》를 홍보하기 위해 투어를 한 후, 비지스는 빠르게 또 다른 음반을 완성하기 위해 노력했다. 그들은 1972년 1월 3일, 〈Paper Mache, Cabbages and Kings〉라는 노래를 녹음했는데, 이 노래는 오스트레일리아의 드러머 제프 브리지포드와 함께 녹음한 마지막 곡이었다. 브리지포드는 그룹의 정식 멤버가 된 마지막 비 깁스 형제였다. 그는 동아시아 투어 전에 그룹을 떠났고 투어 중 크리스 카란으로 대체되었다. 녹음은 1972년 4월, 〈Never Been Alone〉이라는 로빈 노래와 배리가 1971년 팬클럽 녹음에서 했던 〈I Can Bring Love〉라는 노래로 재개되었다.
이 음반은 주로 1971년 6월에서 1972년 4월 사이에 녹음되었다(《Trafalgar》 세션 중 1971년 1월에 녹음된 〈We Lost the Road〉를 제외하고). 비지스는 1972년 1월에 발매된 세션에서 비음반 싱글인 〈My World〉를 저장하여 영국/미국 톱 20 히트곡이 되었다. 셰퍼드의 편곡은 비교적 톤이 낮았고 때때로 백 보컬은 현악 세션일 수도 있었던 것을 대체하는 것처럼 보인다.

## 반응
이 음반은 1972년 11월에 발매되었다. 《롤링 스톤》에 실린 스티븐 홀든의 현대 평론은 비지스가 주로 "순간적인 정념"의 발라드를 다루면서 "팝 음악의 매우 제한된 영역"을 차지하고 있다고 느꼈고, 이 음반은 "핑크 프로스팅과 반짝임이라는 향수를 불러일으키는 분위기에 표면적인 감정적 항복 이상의 요구를 하지 않는 헤드폰 분위기의 음악"이었고, 깁스 보컬 스타일은 "가수보다 리드 악기처럼 들린다"는 정도로 발전했다고 논평했다. 올뮤직에 대한 회고적 논평에서 브루스 에더는 이 음반이 즐겁고 만족스러운 청취를 가능하게 하며, "그들의 가장 완전하게 실현된 작품 중 하나"라고 생각한다.

## 곡 목록
모든 곡들은 특별한 언급이 없는 한 배리 깁, 로빈 깁 그리고 모리스 깁에 의해 작사/작곡하였다.
| #  | 제목                                 | 작사·작곡  | 리드 보컬  | 재생 시간 |
| -- | ------------------------------------ | ---------- | ---------- | --------- |
| 1. | 〈Run to Me〉                        |            | 배리, 로빈 | 3:05      |
| 2. | 〈We Lost the Road〉                 | 배리, 로빈 | 배리, 로빈 | 3:27      |
| 3. | 〈Never Been Alone〉                 | 로빈       | 로빈       | 3:11      |
| 4. | 〈IPaper Mache, Cabbages and Kings〉 |            | 배리, 로빈 | 4:59      |
| 5. | 〈I Can Bring Love〉                 | 배리       | 배리       | 2:06      |
| 6. | 〈I Held a Party〉                   |            | 로빈, 배리 | 2:35      |
| 7. | 〈Please Don't Turn Out the Lights〉 |            | 로빈, 배리 | 1:59      |

| #  | 제목                      | 작사·작곡    | 리드 보컬  | 재생 시간 |
| -- | ------------------------- | ------------ | ---------- | --------- |
| 1. | 〈Sea of Smiling Faces〉  |              | 배리, 로빈 | 3:07      |
| 2. | 〈Bad Bad Dreams〉        |              | 배리, 로빈 | 3:47      |
| 3. | 〈You Know It's for You〉 | 모리스       | 모리스     | 2:57      |
| 4. | 〈Alive〉                 | 배리, 모리스 | 배리       | 4:04      |
| 5. | 〈Road to Alaska〉        |              | 로빈       | 2:38      |
| 6. | 〈Sweet Song of Summer〉  |              | 배리, 로빈 | 5:04      |